# Liolaemus kingii
Espèce
Synonymes
- Proctotretus kingii Bell, 1843

Statut de conservation UICN

 LC  : Préoccupation mineure
Liolaemus kingii est une espèce de sauriens de la famille des Liolaemidae.

## Répartition
Cette espèce se rencontre en Argentine et au Chili.

## Description
C'est un saurien vivipare.

## Étymologie
Cette espèce est nommée en l'honneur de Philip Parker King.

## Publication originale
- Bell, 1843 : The Zoology of the Voyage of H.M.S. Beagle Under the Command of Captain Fitzroy, R.N., during the Years 1832 to 1836, vol. 5, p. 1-51 (texte intégral).